# Lavans-lès-Saint-Claude
Lavans-lès-Saint-Claude là một xã trong vùng hành chính Franche-Comté, thuộc tỉnh Jura, quận Saint-Claude, tổng Saint-Claude. Tọa độ địa lý của xã là 46° 23' vĩ độ bắc, 05° 46' kinh độ đông. Lavans-lès-Saint-Claude nằm trên độ cao trung bình là 530 mét trên mực nước biển, có điểm thấp nhất là 356 mét và điểm cao nhất là 936 mét. Xã có diện tích 11.65 km², dân số vào thời điểm 1999 là 1896 người; mật độ dân số là 163 người/km².

## Thông tin nhân khẩu
| 1962  | 1968  | 1975  | 1982  | 1990  | 1999  |
| ----- | ----- | ----- | ----- | ----- | ----- |
| 1.118 | 1.219 | 1.509 | 1.602 | 1.811 | 1.896 |

## Địa điểm tham quan
Nhà thờ giáo khu được xây dựng từ thế kỉ thứ 18.